# Het roer om
Het roer om is de Nederlandstalige titel van de Britse Channel 4 reality-serie "No going back", waarin Britse gezinnen verhuizen naar een ander (Europees) land. Ze gooien 'het roer om' en bouwen daar aan een nieuw leven. Het betreft meestal mensen die een kantoorbaan hebben, kleinschalig wonen en van het platteland willen genieten. Zij nemen afscheid van hun familie en vertrekken naar hun nieuwe woonplaats, bijvoorbeeld in Spanje, Frankrijk, Oostenrijk of Australië. In Nederland wordt de serie uitgezonden door RTL 4 en RTL 8. Sinds 2021 wordt de Nederlandse versie van het programma uitgezonden op SBS6. 
In een uur worden enkele jaren van het gezin beschreven. Soms moet een boerderij volledig worden opgeknapt, en vaak kennen de Britten de taal die wordt gesproken niet eens. Zij krijgen te maken met verschillende instanties die hen moet helpen met het opknappen van een gebouw, het verzorgen van druivenplanten en ze moeten de nieuwe taal leren. 
Zowel de positieve als de negatieve aspecten worden beschreven, en het programma eindigt met een toekomstvisie. Hierin vertellen de mensen of zij het zich op deze manier hadden voorgesteld, of ze terug willen naar Engeland en hoe zij de toekomst zien.

## Het roer om: Eén jaar later
In dit programma krijgen de kijkers een korte terugblik van een gezin dat een jaar eerder met de camera is gevolgd. Nu zijn zij een jaar verder en weten zij meer over het land waar zij wonen. Ze kennen meestal de taal en voelen zich er thuis. Ook nu wordt gevraagd of zij dit leven zo hadden voorgesteld en of ze spijt hebben van hun keuze.

## Trivia
- De omroep  AVROTROS heeft een soortgelijk programma onder de naam Ik vertrek.